# Henry Deringer
Henry Deringer (* 26. Oktober 1786 in  Easton, Pennsylvania; † 28. Februar 1868 in Philadelphia, Pennsylvania) war ein US-amerikanischer Büchsenmacher. Sein Vater war ein thüringischer Einwanderer namens Döringer, änderte aber diesen Namen bei Ankunft in Amerika. Wie sein Sohn war er Büchsenmacher, er ist bekannt für die von ihm hergestellten Kentucky-Gewehre und -Pistolen.

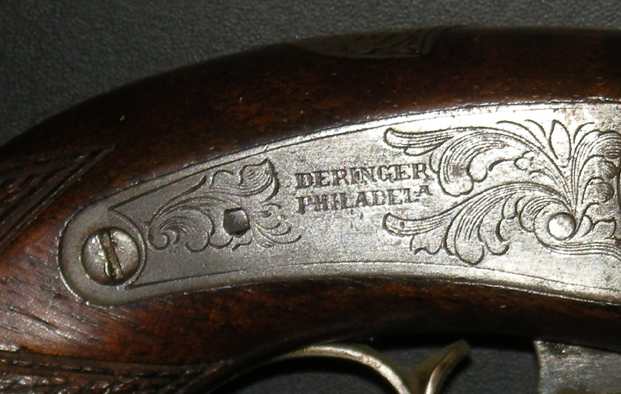
Markeninschrift von Henry Deringer, Philadelphia

Henry Deringer (Junior) entwickelte Anfang des 19. Jahrhunderts eine kleine Pistole, die sein bekanntestes Produkt wurde, den von 1835 bis 1868 in Philadelphia hergestellten Deringer. Mit einer dieser Waffen wurde am 14. April 1865 der US-amerikanische Präsident Abraham Lincoln durch den Schauspieler John Wilkes Booth ermordet.
Weiterentwicklungen und Kopien führten später zur Gattungsbezeichnung Derringer für solche Pistolen, die überwiegend von anderen Herstellern gefertigt wurden. Auch spätere, von der amerikanischen Waffenindustrie hergestellte kleine Patronenwaffen werden als Deringer oder Derringer bezeichnet.